# Катастрофа Як-40 под Махачкалой
Катастрофа Як-40 под Махачкалой — крупная авиационная катастрофа, произошедшая 7 ноября 1991 года в окрестностях Махачкалы. Авиалайнер Як-40 Элистинского ОАО предприятия «Аэрофлот-Югавиа» завершал регулярный внутренний рейс С-519 по маршруту Элиста — Махачкала, но при заходе на посадку в Махачкалинском аэропорту Уйташ лайнер значительно отклонился от курса и врезался в гору Кукурт-Баш, полностью разрушившись. Погибли все 51 человек на борту (47 пассажиров и 4 члена экипажа).
Катастрофа рейса С-519 стала крупнейшей авиационной катастрофой на территории Дагестана и второй (по числу жертв) катастрофой самолёта Як-40 (после катастрофы в Хороге)

## Самолёт
Як-40 с бортовым номером 87526 (заводской — 9520841, серийный — 41-08) был выпущен Саратовским авиационным заводом в 1975 году и передан Министерству гражданской авиации, которое к 6 июля направило его в Элистинский авиаотряд Северо-Кавказского управления гражданской авиации. Его салон имел пассажировместимость на 32 места.

## Экипаж и пассажиры

### Экипаж
Самолётом управлял экипаж из Элистинского ОАО (Аэрофлот-Югавиа), состоявший из:
- Командир воздушного судна (КВС) — Александр Мильшин

- Второй пилот — Александр Шулепов

- Бортмеханик — Мир Очиров

В салоне самолёта работала стюардесса Б. Цеденова

### Ситуация с пассажирами
Несмотря на то, что в самолёте было 32 пассажирских места, на рейс было оформлено 34 пассажира, а затем были посажены ещё 13 нелегальных. Таким образом, на борту находилось 47 пассажиров (39 взрослых и 6 детей)

## Хронология событий
7 ноября 1991 года лайнер должен был выполнить рейс С-519 по маршруту Элиста — Махачкала с 34 пассажирами и 4 членами экипажа. Хотя в салоне находилось 32 места, всего на рейс было оформлено 34 пассажира, а затем посажены ещё 13 нелегальных. Таким образом, всего на борту теперь было 47 пассажиров: 39 взрослых и 8 детей, при этом взлётный вес был превышен на 260 килограмм, но центровка самолёта не выходила за пределы допустимого. В 12:43 рейс С-519 уже с 47 пассажирами и 4 членами экипажа вылетел из Элистинского аэропорта, а рейс выполнял Як-40 борт СССР-87536, летящий из Элисты в Махачкалу. Набрав высоту, лайнер занял эшелон полёта 5100 метров (FL170). Всего на его борту находился 51 человек: 47 пассажиров (39 взрослых и 8 детей) и 4 членов экипажа.
Полёт должен был проходить через ОПРС Актур, Алмар, Ронка и Кизляр, после чего по воздушному коридору 3 выйти в район снижения на ОПРМ на посадку. Поначалу командир выбрал эшелон полёта 5100 метров, но после пролёта Актура в 12:58 и перехода на связь с диспетчером круга (ДПК) сектора В1 Северо-Кавказского центра автоматизированной системы управления воздушным движением (СКЦ АС УВД) «Стрела» получил разрешение подняться до эшелона 5700 метров, который и занял в 13:01:35, а затем следовал на нём на траверз Грозного. В 13:01:40 экипаж связался с диспетчером и запросил разрешения выполнять полёт вне трассы и направиться сразу на Кизляр, в обход Ронки. Такое спрямление маршрута выводило самолёт из зоны Северо-Кавказского центра и переводило в зону М1 Астраханского ЗЦ ЕС УВД, что требовало согласования между диспетчерами. Вероятно, не желая усложнять себе работу, диспетчер Северо-Кавказского центра запретил следовать на Кизляр, но разрешил при этом полёт вне трассы на траверз Грозного после пролёта Алмара. Когда рейс С-519 прошёл траверз Грозного, диспетчер сообщил экипажу об их местонахождении и дал указание следовать на ОПРС Кизляр, что и было выполнено.
В 13:23 авиалайнер вошёл в сектор М1, поэтому экипаж перешёл на связь с диспетчером Астраханского центра и доложил ему о следовании на эшелоне 5700 метров и о расчётном времени прохождения Кизляра. В ответ диспетчер, нарушив инструкцию по производству полётов аэропорта Махачкала, дал команду следовать вне трассы сразу на привод Махачкалы. Экипаж знал, что в этом случае им предстоит полёт над горным массивом Канабуру, но тем не менее выполнил команду, повернув после пролёта Кизляра на привод Махачкалы.
В 13:34 авиалайнер снизился до эшелона 5100 метров и в 100 километрах от Махачкалинского аэропорта и в 35 километрах правее воздушного коридора № 3 перешёл на связь с диспетчером подхода (ДПП) и соврал ему о входе в зону аэропорта по воздушному коридору № 3. Диспетчер подхода хотя и видел на экране дальнего радиолокатора, что самолёт на самом деле находится на неустановленном рубеже по направлению, но не стал выводить его на установленный маршрут и схему снижения и даже не указал пилотам их местонахождение. Вместо этого он, в нарушение инструкций, дал команду снижаться до высоты 1800 метров на ОПРМ по неустановленной траектории снижения, хотя самолёт в этом случае снижался в опасный для полётов по приборам сектор в сторону горной гряды, имевшей высоты 890 и 720 метров. Затем в 13:39, когда авиалайнер находился на высоте 1800 метров в 45 километрах от Махачкалинского аэродрома и в 23 километрах справа от трассы, диспетчер подхода, без согласования условий передачи, дал указание переходить на связь с диспетчером посадки (ДПСП). Экипаж подтвердил указание, не став при этом уточнять своё местонахождение и выходить на установленную трассу.
В 41 километре от аэропорта экипаж связался с диспетчером посадки, который назвал экипажу неверное местонахождение: обратный пеленг 122°, удаление 36 километров, тогда как на самом деле самолёт находился по пеленгу 118° на удалении 41 километр. Также диспетчер дал разрешение снижаться до высоты 1050 метров по давлению аэродрома и направляться на привод, хотя в зоне за ограничительным пеленгом, где находился самолёт, инструкциями была установлена минимальная высота 1800 метров. Но экипаж слепо начал выполнять указание и вскоре попал в зону «затемнения» горными вершинами, в результате чего засветка рейса на экране радиолокатора периодически пропадала. Не видя засветки на экране, диспетчер в 13:40 назвал предполагаемое местонахождение самолёта — пеленг 308°, хотя фактический был 296°. Два неверных сообщения подряд о местонахождении самолёта дезинформировали экипаж и создали у него ошибочное мнение о направлении самолёта, что он приближается к установленному маршруту полёта. В результате экипаж продолжал сохранять прежний курс, слепо доверившись данным, переданных диспетчером и не воспользовавшись всеми имеющимися на борту пилотажно-навигационными приборами, которые могли бы подсказать, что самолёт летит не на ОПРМ, а в горный район с более высокими вершинами.
В 13:41:41 с борта самолёта было доложено о занятии высоты 1050 метров, на что диспетчер дал указание продолжать полёт на ОПРМ. Экипаж находился в стороне от посадочного курса и не мог полететь на маркер, так как не срабатывала звуковая и световая сигнализация, однако в 13:42:16 экипаж доложил о пролёте маркера, на что диспетчер, не проверив по радиолокатору фактическое местонахождение самолёта, дал в 13:42:24 указание снижаться до высоты 400 метров к четвёртому развороту по схеме захода на посадку с магнитным курсом 143°. Самолёт не был оборудован системой сигнализации опасного сближения с землёй (ССОС). Небо в это время было затянуто сплошными облаками, высоту которой экипаж не знал и считал, что она такая же, как и над аэропортом — 980 метров, поэтому намеревался, «пробив» её, перейти на визуальный полёт и далее уже построить манёвр для захода на посадку.
Не снижая вертикальной скорости снижения, экипаж начал доворачивать влево, чтобы выйти на посадочный курс, когда всего через 5 секунд в 13:42:56 летящий в облаках Як-40 на высоте 550 метров по курсу 127° со скоростью 366 км/ч и левым креном 20° врезался в отрог горы Кукурт-Баш (высота 894 метра) в 23 километрах западнее (азимут 290°) Махачкалинского аэропорта, полностью разрушился и загорелся. Все 4 члена экипажа и 47 пассажиров на борту погибли. На момент событий это была крупнейшая катастрофа с Як-40 (на 2024 год — третья), также это крупнейшая авиакатастрофа в истории Дагестана

## Причины
Заключение: Катастрофа явилась следствием грубых нарушений персоналом службы УВД и экипажем правил полётов и УВД в горной местности, что привело к выполнению снижения самолёта ниже безопасной высоты вне установленной схемы, столкновению с горой и полному разрушению самолёта.
— 